# Sayid Jarrah (Lost)
Sayid Jarrah egy fiktív szereplő az ABC sorozatában, a Lostban. Naveen Andrews játssza.

## A repülőgép lezuhanása előtt
Sayid Hassan Jarrah 1969-ben, Bagdadban született egy iraki hős fiaként. Miután elvégezte a kairói egyetemet, 5 évig az iraki Köztársasági Gárda kommunikációs tisztjeként szolgált. Ez idő alatt sok olyan történt vele, amit legszívesebben kitörölne az emlékezetéből.
Mialatt az Öböl-háborúban harcolt, amerikai katonák foglyul ejtették. Mivel ő volt az egyetlen az egységében, aki beszélt angolul, felszólították, hogy szedje ki a parancsnokából, Tariq-ból, hogy hol van az Apache helikopterük pilótája. Sayid nem akar eleget tenni a feladatnak, de Joe Inman-nek sikerül őt rávennie, miután felvilágosítja, hogy Tariq öldöklést hajtott végre egy Sayid rokonai által is lakott faluban. Miután Sayid megszerzi az információt Tariq-tól, Kelvin szabadon engedi őt. Sayid fogsága alatt Kate apjával, Sam Austen-nel is kapcsolatba került.
Az Öböl-háború befejeződése után Szaddám Huszein, az iraki diktátor továbbra is hatalmon maradt, így Sayid újból visszatért a Köztársasági Gárdához. Megfogadja, hogy soha többé nem kínoz meg senkit sem. Ám a hadseregben mégis sikerül rákényszeríteniük, hogy kínzással szedje ki az információkat a rabokból. Gyermekkori rég elveszettnek hitt szerelmét, Nadia-t is ki kellene vallatnia, de Sayid nem képes eleget tenni a feladatnak. Egy napon, segít megszöktetni Nadia-t, de kénytelen lelőnie egy felettesét, Omart, amikor észreveszi mit művel. Saját magára is rálő, hogy úgy tűnjön, Nadia tette. Mielőtt elmenekülne, Nadia odaad Sayidnak egy róla készült fotót, amire arabul ráírja: „ha ebben nem is, találkozunk egy következő életben”.
Mikor Angliába utazik, a Heathrow repülőtérnél a CIA emberei elfogják. Azzal bízzák meg, hogy szivárogjon be egy sydney-i terroristacsoportba, ily módon derítve ki, hol vannak az ellopott C4-es robbanóanyagok. Cserébe azt ígérik, megmondják hol van Nadia. A terroristaszervezetnek Sayid egykori kollégista szobatársa, Essam is tagja. Sayid megpróbálja rávenni őt, hogy haljon mártírhalált, és robbantsa föl magával együtt a C4-eseket. Essam idővel beleegyezik ebbe, de Sayid nem akarja, hogy Essam meghaljon. Megkéri a CIA-s megbízóit, hogy változtassanak a terven. Ezt azonban nem áll módjukban teljesíteni.
Aznap, mikor elmennek a C4-esekért, Sayid úgy dönt, elmondja Essamnak, hogy a CIA-nak dolgozik. Essam felháborodik ezen, és öngyilkos lesz. A CIA-sek elégedettek Sayid munkájával, és elmondják neki, hogy Nadia a kaliforniai Irvine-ben él. Adnak neki egy repülőjegyet az Oceanic járatára, de Sayid arra kéri őket, hadd menjen egy nappal később, hogy tisztességesen eltemethesse Essamot. Az Oceanic terminálján Sayid megkéri Shannon Rutherfordot, hogy vigyázzon egy percre a táskájára. Shannon azonban jelenti az őröknek, hogy egy iraki szabadon hagyta a táskáját. Sayidot elfogják, de csakhamar bocsánatkéréssel elengedik őt. Miután felszáll a 815-ös járatra, újra előveszi Nadia fotóját.

## A szigeten

### Első évad
A katasztrófa után, Sayid volt a túlélők szerencsétlenségére vonatkozó felelősség első célpontja, amikor Sawyer azzal vádolta meg, hogy egy terrorista, és ő volt az, akit a békebíró az USA-ba szállított volna. Mindazonáltal Sayid, képességeit felhasználva sok túlélő segítségére siet, s így elnyeri a túlélők bizalmát.
Sayid megjavítja a géptörzsből szerzett adó-vevőt, és több túlélő társaságában felmászik a partközeli hegyekre, hogy legyen vétel. Nem sikerül leadniuk jelzést, csupán egy francia nő segélykérését fogják be, aki Sayid számításai szerint már 16 éve a szigeten él. Megkéri a többieket, hogy ne beszéljenek erről a túlélőknek, mert azzal elvennék tőlük a reményt. Később Sayid megpróbálta lokalizálni a jel eredetét, de még mielőtt ez sikerült volna neki, valaki hátulról leütötte, és darabokra törte az adó-vevőt. Sayid Locke-ot gyanúsítja, de Locke bizonygatja, hogy ártatlan. Később kiderül, valóban ő tette.
Mivel Sawyer nem hajlandó odaadni Shannon-nak az asztmagyógyszerét, Sayid megkínozza őt, hogy elmondja, hol van. Később Kate kideríti, hogy Sawyer ártatlan. Sayid szörnyen bánja tettét, és elhagyja a tábort, hogy egy ideig egyedül legyen. Egy tengerparton pihenve, Sayid egy homokba temetett kábelre lesz figyelmes. Azt követve, belesétál a francia nő, Danielle Rousseau csapdájába. Rousseau elhurcolja őt a menedékhelyére, ahol kínzással próbálja kiszedni belőle, hol van a gyermeke, Alex. Rousseau ugyanis azt gondolja, hogy Sayid a „Többiek”-hez tartozik, akik magukkal vitték a lányát. Sayidnak sikerül meggyőznie őt, hogy nem KÖZÜLÜK való, hanem egy repülégszerencsétlenség 48 túlélőjének egyike. Annak ellenére, hogy Rousseau megkínozta, sokkolta, és elkábította őt, Sayid megjavítja Danielle zenélődobozát.
Danielle elhagyja a búvóhelyét, s ez alkalmat ad Sayidnak a szökésre. Magához vesz egy puskát, valamint néhány térképet, és menekülni próbál. Rousseau rátalál, és fegyvert fog rá, csakúgy mint Sayid őrá. Sayid el akarja sütni a fegyvert, de nem sikerül neki, ugyanis Rousseau kivett belőle egy alkatrészt. Danielle végül elengedi őt. A tábor felé tartva, Sayid suttogó hangokat hall a dzsungelben. Eszébe jut, hogy Danielle is beszélt ezekről a hangokról, de ő bolondnak hitte őt.
A táborban, Sayid megkéri Shannont, hogy segítsen neki lefordítani a francia szövegeket Rousseau térképein. A közös munkában egyre közelebb kerülnek egymáshoz, és szerelmesek lesznek.
Boone halála után Shannon megkéri Sayidot, derítse ki, hogy Locke miatt történt-e ez, és ha igen, ölje is meg. Sayid azt mondja neki, Locke ártatlan, de Shannon nem hisz neki, és ellop egy fegyvert, hogy ő maga végezzen Locke-kal. Sayidnak még épp időben sikerül megállítania őt.
Sayid Charlieval Rousseau után ered, hogy visszaszerezzék Claire kisbabáját, Aaront. A sikeres visszatérésnél, Shannon boldogságban öleli át Sayidot.

### Második évad
Kate kérésére, Sayid megjavítja a Hattyú állomás számítógépét. Később, Sayid folytatja az erőfeszítéseit, hogy megvigasztalja Shannont Boone halála miatt. Épít neki egy gyönyörűszép sátrat, ahol végül ugyanazon az éjszakán szeretkeznek. Amikor Sayid visszatért miután egy pillanatra kilépett, Shannon azt állította, hogy Walt ott járt a sátorban. Sayid nemigen hitte ezt el neki, ezért Shannon megsértődött, és egyedül indult Walt keresésére. A dzsungelben, Sayidnak sikerült utolérnie őt. Biztosította őt a bizalma és szerelme felől. Ebben a pillanatban, Walt újra megjelent. Sayid nem tudta megállítani az utánafutó Shannont. Hirtelen fegyverdördülést hallott. A hang után szaladt, ahol Shannon élettelenül borult karjaiba. Ana Lucia lőtte le, mert azt hitte, a „Többiek”-től jött. Mielőtt Ana-ra támadhatna, Mr. Eko leüti őt, Ana pedig egy fához kötözi, és csak órákkal később engedi el. Sayid Boone sírja mellé temeti Shannont.
Napokkal később, Rousseau felkeresi Sayidot és elvezeti egy hálóban kapálódzó férfihoz, aki azt állítja, Henry Gale-nek hívják, és egy léghajóval zuhant le a szigeten. Danielle figyelmeztetésének ellenére Sayid úgy döntött, hogy kiszabadítja őt, és elviszi a bunkerba. Mindazonáltal, később csúnyán elintézi a férfit, mert azt gondolja, KÖZÜLÜK való. Charlienak azt mondja, onnan tudja, hogy hazudik, mert nem érzett bűntudatot amikor megkínozta.
Sayid, Ana Luciával és Charlieval elmegy – a „Henry” által rajzolt térkép segítségével – a ballon lezuhanási helyére, hogy ellenőrizzék, igazat mondott e. Megtalálják a léggömböt, ám alatta egy eltemetett férfit is, akiről az igazolványa alapján kiderül, Henry Gale-nek hívják.
Sayid gyanakodni kezd Michaelre, amikor nem akarja, hogy velük tartson a Walt kiszabadítására szervezett expedíción. Elmondja Jacknek, hogy valószínűleg lepaktált a „Többiek”-kel és csapdába vezeti őket. Sayid Desmond vitorlását akarja felhasználni, hogy meglepje ŐKET, és jelzőtüzet rakhasson, amivel jelzi Jackéknek, ha tiszta a terep.
Sayid Jin és Sun segítségével elindul a „Többiek” táborába. A vitorlázás közben egy szoborcsonkot lát a távcsövön keresztül: egy hatalmas kőlábfejet, aminek négy ujja van. A partra lépve, megtalálja a „Többiek” lakóhelyét, ám az már teljesen ki lett ürítve. Talál egy DHARMA-logóval ellátott vasajtót, de mögötte csak egy sziklafal van. Biztonságosnak találja a területet, ezért megépíti a jelzőtüzet, majd visszatér a hajóra.

## Harmadik évad
Sayid biztos benne, hogy Jacket és a vele tartókat elfogták. Csalétekként épít egy új jelzőtüzet, hogy előcsalja ŐKET, s túszul ejthesse vagy megölje néhányukat. A terv azonban balul sül el: a Többiek fegyverekkel támadnak Sunra, aki menekülni kényszerül, és a vitorlást is elviszik. A parton, Sayid elnézést Jintől és Suntól, amiért életveszélybe kerültek miatta. Gyalog kénytelenek visszamenni a táborba.
A táborban, Sayid csatlakozik Johnhoz és csapatához, akik elmennek a Gyöngy állomásra. Összeköti és aktiválja a monitorokat. Az egyik képernyőn egy félszemű ember jelenik meg, aki megszakítja a kapcsolatot. Nem sokkal ezután, meghallják a „szörny” mechanikus hangját, ezért gyorsan a felszínre sietnek. Mr. Eko súlyosan megsebesült, és pár perccel később meg is halt. Locke szerint egy jegesmedve végezhetett vele, de Sayid nem olyan biztos ebben. Locke azt javasolja, hogy ne a táborban temessék el őt, mert a túlélőket már így is sokkolta az utóbbi idők nagyszámú elhalálozása. Így hát tesznek egy kitérőt, és végső búcsút vesznek Ekotól. Az évad végén Bernard és Jin társaságában ottmarad a táborban és várja a "Többieket". Felrobbantják a dinamitot, de foglyul ejtik őket, végül Hurley, Sawyer és Dr. Burke kiszabadítja Sayidot és társait.